# Biroul Permanent al Senatului României
Biroul Permanent al Senatului României este format din Președintele Senatului, patru vicepreședinți, patru secretari și patru chestori.
Președintele este ales prin vot secret pe durata perioadei legislative, iar ceilalți membri sunt aleși la începutul fiecărei sesiuni parlamentare. Funcțiile sunt repartizare prin intermediul grupurilor politice, respectând proporțiile componenței politice a Senatului.
Camerele Parlamentului sunt constituite atunci când locurile sunt validate, este ales Biroul Permanent și grupurile politice își aleg birourile. Până la finalizarea acestor proceduri, sesiunea este condusă de cel mai în vârstă senator în calitate de președinte, ajutat de cei mai tineri senatori în calitate de secretari.
Vicepreședinții îl înlocuiesc pe președinte la nevoie, secretarii asistă în desfășurarea ședințelor și gestionarea documentelor, iar chestorii răspund de gestionarea patrimoniului și de controlul financiar.

## Atribuții
- propunerea calendarului sesiunilor parlamentare;
- stabilirea ordinii de zi și programului de lucru al Senatului;
- repartizarea inițiativelor legislative către comisii;
- primirea și direcționarea proiectelor de lege;
- aprobarea bugetului Senatului și a structurii serviciilor interne;
- exercitarea controlului financiar prin chestori;
- organizarea relațiilor externe ale Senatului și delegațiilor parlamentare;
- adoptarea de hotărâri cu caracter obligatoriu pentru senatori și administrația Senatului.

## Componență
- Ilie Bolojan (președinte)
- Mircea Abrudean (vicepreședinte)
- Robert Cazanciuc (vicepreședinte)
- Laurențiu Plăeșu (vicepreședinte)
- Doina Elena Federovici (secretar)
- Vasile Blaga (secretar)
- Cristian Ghinea (secretar)
- Niculina Stelea (secretar)
- Marius-Alexandru Dunca (chestor)
- Ion-Narcis Mircescu (chestor)
- Levente Novák (chestor)
- Ninel Peia (chestor)